# Horní Moštěnice
Horní Moštěnice (deutsch Ober Moschtienitz, früher Moschtienitz) ist eine Gemeinde in Tschechien. Sie liegt fünf Kilometer südlich des Stadtzentrums von Přerov an dessen Stadtrand und gehört zum Okres Přerov.

## Geographie
Horní Moštěnice befindet sich am westlichen Fuße der Podbeskydská pahorkatina (Vorbeskidenhügelland) am Rande der Obermährischen Senke (Hornomoravský úval). Das Dorf erstreckt sich rechtsseitig des Flüsschens Moštěnka, von dem hier der Mlýnský náhon (Mühlbach) abgeleitet wird. Nordöstlich erhebt sich die Švédské šance (298 m) und im Südosten die Robotňa (283 m). Am westlichen Ortsrand verläuft die E 55 und die Bahnstrecke Přerov – Břeclav, daran befindet sich die Bahnstation Horní Moštěnice zastávka. An der nördlichen Peripherie liegt der Mineralbrunnen Moštěnka, gegen Südosten der Brunnen Hanácká kyselka.
Nachbarorte sind Lověšice, Přerov und Újezdec im Norden, Želatovice, Podolí und Prusy im Nordosten, Mlýn Stolbach und Beňov im Osten, Dobrčice im Südosten, Přestavlky und Říkovice im Süden, Kanovsko, Vlkoš, Věžky und Záhatí im Südwesten, Včelíny im Westen sowie Bochoř im Nordwesten.

## Geschichte
Die erste schriftliche Erwähnung des Dorfes erfolgte 1131 in einem Besitzverzeichnis des Olmützer Bischofs Heinrich Zdik unter den Gütern des Archidiakonats Přerov. Der Ort ist jedoch wesentlich älter und entstand an einem zu Zeiten des Großmährischen Reiches angelegten Handelsweges von Weligrad über Přerov nach Olmütz, der hier mit Weidenruten befestigt durch die Stvolasümpfe führte. Die zur Wegebefestigung verwendeten Rutenbündel wurden als moštin bezeichnet. Das Dorf war im Laufe seiner Geschichte in zwei Anteile aufgeteilt. Einer davon gehörte zu der seit 1389 zusammen mit dem gleichnamigen Dorf nachweisbaren Feste Stvolabach (Štolbach). Zu den Besitzern gehörten in der ersten Hälfte des 16. Jahrhunderts einerseits die Brüder Adam und Jiří Štolbašský von Doloplazy sowie andererseits die Podstatzky von Prusinowitz. Nachdem Adam Štolbašský 1527 von Vítek von Dobrčice ermordet worden war, fiel dessen Anteil seinem Schwager Jan Komický von Schwabenitz zu. Adams Tochter Ludmilla erhielt im Zuge ihrer Heirat mit Joachim Zoubek von Zdětín den väterlichen Anteil von Moschtienitz als Mitgift. Joachim Zoubek erwarb danach auch den Anteil der Podstatzky und vereinte beide Teile. Im Jahre 1551 wurde Moschtienicz als Städtchen bezeichnet. 1643 schlug das Heer Lennart Torstenssons auf dem Zahonny-Berg nordöstlich des Dorfes sein Hauptlager auf. Wegen der dabei ausgeführten Schanzarbeiten erhielt der Berg im Volksmund den Namen Schwedenschanze. Das älteste Ortssiegel stammt aus dem Jahre 1656; es zeigt den Pfeil aus dem Wappen der Herren von Schwabenitz und trägt die Umschrift SCOMVNITATIS DE MOSSTENICZ. In späteren Siegeln wurde der Schwabenitzer Pfeil durch die Ortspatronin Maria und schließlich durch eine Lilie als deren Symbol ersetzt.
Nach der Aufhebung der Patrimonialherrschaften bildete Moštěnice / Moschtienitz ab 1850 eine Gemeinde in der Bezirkshauptmannschaft Kremsier. Seit 1880 führt die Gemeinde den Namen Horní Moštěnice und gehört zum Bezirk Prerau. In der Nacht vom 18. zum 19. Juni 1945 ereignete sich an der Švédské šance ein als Massaker an der Švédské šance bekannt gewordenes Nachkriegsverbrechen, bei dem ein Kommando des 17. Fußregimentes unter Leutnant Karol Pazúr nach einer Siegesfeier auf dem Přerover Rangierbahnhof bei Lověšice einen Zug von Rückkehrern in die Slowakei überfiel und die überwiegend aus Frauen und Kindern bestehenden Reisenden aus der Stadt trieb. An der Švédské šance wurden 120 Frauen, 74 Kinder und 71 Männer erschossen und die Bewohner von Lověšice zur Verscharrung der Leichen in einem Massengrab verpflichtet.
Seit 2005 führt die Gemeinde ein Wappen und Banner, sie wurden vom Heraldiker Jiří Louda gestaltet. Im Jahre 2009 wurden die Pfarren Horní Moštěnice, Beňov und Stará Ves zu einer Pfarre mit Sitz in Horní Moštěnice zusammengeschlossen. Ethnographisch gehört das Dorf zur Hanna. Größtes Unternehmen im Ort ist die Hanácká kyselka spol. s r.o., die die Wässer aus dem gleichnamigen Brunnen und dem Brunnen Moštěnka abfüllt. Das bedeutendste Volksfest ist das Vierkönigstreffen (Bitva čtyř králů), das auf ein Ereignis am Pfingstmontag 1819 zurückgeht und gemeinschaftlich von den Bewohnern von Lověšice, Horní Moštěnice, Bochoř und Šířava gefeiert wird.

## Ortsgliederung
Für die Gemeinde Horní Moštěnice sind keine Ortsteile ausgewiesen. Zu Horní Moštěnice gehören die Einschichten Mlýn Stolbach (Stohlbacher Mühle) und Záhatí.

## Sehenswürdigkeiten
- Barocke Pfarrkirche Mariä Himmelfahrt, der einschiffige Bau entstand in den Jahren 1757 bis 1793. Die Altarbilder stammen von Ignaz Raab, die Figuren stammen vom Bildhauer G. B. Fritsche.
- Barocke Statue des hl. Florian aus dem Jahre 1722, am nám. Dr. M. Tyrše
- Barocke Statue des hl. Johannes von Nepomuk an der Brücke über die Moštěnka, geschaffen 1711
- Barocker Bildstock an der E 55 zwischen Horní Moštěnice und Říkovice, geschaffen 1723
- Steinernes Kreuz an der Kirche, aus dem Jahre 1798
- Moštěnský jinan (Moschtienitzer Ginkgo), der im Schlossgarten stehende Baum mit einem Stammumfang von 2,74 m wurde zwischen 1830 und 1877 gepflanzt. Er besitzt eine außergewöhnliche Gestalt; der Baum ist sehr kurzstämmig und hat eine acht Meter hohe und 19 m breite Krone. Seit 1998 ist er als Baumdenkmal geschützt.
- Schloss Horní Moštěnice, es wurde in der zweiten Hälfte des 20. Jahrhunderts grundlegend umgestaltet, wobei sein kulturhistorischer Wert verlorenging und lediglich die Fassade erhalten blieb. Es dient heute als Sitz des Gemeindeamtes.
- Wüste Feste Stvolabach, auch Štulbach, Štolbach, Stolbach bzw. Stohlbach, sie befand sich anderthalb Kilometer östlich des Ortes gegenüber der Mühle Stolbach auf einer Insel in der Moštěnka und wurde 1389 erstmals erwähnt. Ab 1805 erfolgte der Abbruch der Mauern v. a. als Baumaterial für die neue Stohlbacher Mühle. Die Pfeiler der Brücke in der Moštěnka waren 1862 noch vorhanden. Bei der Regulierung des Flusses wurden zwischen 1920 und 1926 die letzten Überreste der Feste vernichtet.
- Švédské šance

## Söhne und Töchter der Gemeinde
- Edmund von Gayer (1860–1952), österreichischer Polizeibeamter, bis 11. November 1918 letzter k.k. Innenminister
- Tomáš Pivoda (* 1991), Automobilrennfahrer